# イアオ渓谷
イアオ渓谷（イアオけいこく、ハワイ語: ʻĪ-ao、英語: Iao Valley）とは、アメリカ合衆国・ハワイ州のマウイ島に位置する渓谷である。

## 概要

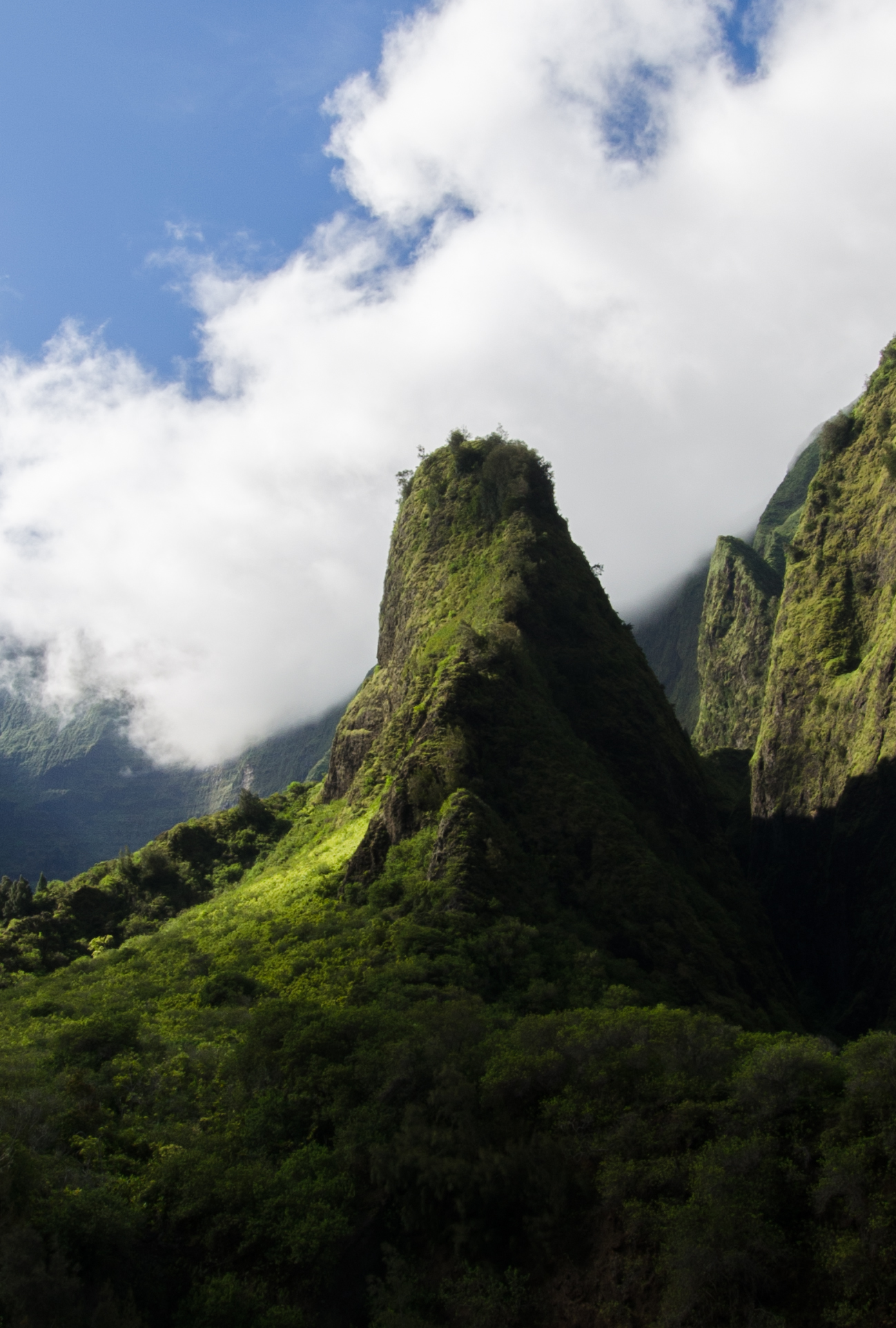
イアオ・ニードル

イアオ渓谷はマウイ島中央部にある都市・ワイルクのすぐ西に位置する、総面積47,382エーカー (19,175 ha)、全長16.1キロメートル (10 mi)の渓谷である。渓谷内には谷底からの高さが1,200フィート (370 m)の「イアオ・ニードル」（Kuka‘emoku）があり、渓谷のシンボルになっている。イアオ・ニードルを見ることの出来る展望台は駐車場から1.0キロメートル (0.6 mi)の位置にあり、舗装路が敷設されている。
また、渓谷内には渓谷に定住していたハワイ人が植えた植物を見ることの出来る植物園や、様々な展示を行っているハワイアン・ネイチャー・センターが存在する。

## 歴史
1790年にカメハメハ1世がマウイの軍勢を打ち破り、ハワイ統一を達成したケパニワイの戦いが行われた。
1972年にアメリカ合衆国国定自然ランドマークに認定された。